# Henryk Melcer-Szczawinski
Henryk Melcer-Szczawinski (Kalisz, 21 september 1869 – Warschau, 18 april 1928) was een Pools pianist, componist, dirigent, muziekpedagoog en bestuurder.

## Levensloop
Melcer begon zijn vroege muzikale opleiding bij zijn grootmoeder van moederskant, Józefa Klemczyn´ska, en later bij zijn vader, Karol, die violist en koordirigent was. Zijn vader kwam uit de oude stad Kalisz (Calisia), die voor het eerst genoemd wordt door de Romeinen in de tweede eeuw n.chr. op de barnsteenroute tussen Rome en de Oostzee. De stad ligt ongeveer 125 km ten zuidoosten van Poznan.
In Kalisz zette Melcer zijn muziekstudie voort aan het plaatselijke jongensgymnasium, Bij zijn afstuderen op het gymnasium in 1887 won hij een gouden medaille. Na zijn middelbare schoolopleiding studeerde Melcer in Warschau tegelijkertijd wiskunde aan de Universiteit en muziek aan het Muziekinstituut aldaar. Melcer studeerde piano bij Rudolf Strobl en compositie bij Zygmunt Noskowski, wiens toondicht Steppe nog steeds een van de meest geliefde en vaak uitgevoerde symfonische stukken van het 19e-eeuwse Poolse repertoire is. Melcer vervolgde zijn studies wiskunde en muziek in Wenen, muziek bij de Poolse pianist Theodor Leschetizky. Sommige bronnen vermelden dat Melcer ook studeerde bij Aleksander Michalowski en/of Moritz Moszkowski, maar dat staat niet helemaal vast. Velen waren onder de indruk van Melcers pianospel en muzikaliteit, onder wie Busoni, Diémer, Scriabin en Widor.
Melcer accepteerde een aanbod om in de herfst van 1895 hoofdleraar piano te worden aan het Helsinki Music Institute in Finland, gedeeltelijk vanuit financieel oogpunt en gedeeltelijk vanwege het lichte lesrooster dat hem in staat zou stellen om gedurende het academische jaar te concerteren.
Een van zijn leerlingen in Helsinki was de beroemde Finse componist en pianist Selim Palmgren, die het werk van Melcer op zijn repertoire nam.
De werkzaamheden in Helsinki duurden echter maar één schooljaar. In 1896 verhuisde Melcer naar Lvóv (officieel bekend in het Oostenrijks-Hongaarse Rijk als Lemberg), waar een van zijn leerlingen in 1898 de zesjarige Mieczyslaw Horszowski was. Hij werd hier leraar aan het conservatorium en dirigent van het Philharmonisch orkest. Na een paar jaar les te hebben gegeven in Wenen werd Melcer in 1910 dirigent van het Philharmonisch Orkest in Warschau. Tegen het einde van de Eerste Wereldoorlog werd Melcer hoofdleraar piano aan het conservatorium van Warschau. Polen was weer voor het eerst sinds 150 jaar een soevereine natie.
In 1922 volgde Melcer, Emil Mlynarski op als directeur van het conservatorium. Melcer bleef dit doen tot 1926, toen volgde Karol Szymanowski hem op. Melcer bleef wel verbonden aan de faculteit, waar hij zowel piano als compositie doceerde. Een jaar later zat hij in de jury van het Eerste Internationale Chopin Pianoconcours in Warschau. Hij gaf zijn laatste optreden tijdens een concert van zijn eigen werken onder leiding van cellist-dirigent Kazimierz Wilkomirski.
Tijdens het geven van een lezing aan het Conservatorium van Warschau kreeg Melcer een hartaanval. Hij stierf op 18 april 1928 op 59-jarige leeftijd.
Op 21 april werd Mozarts Requiem gezongen tijdens zijn uitvaart in de Basiliek van het Heilig Kruis, de kerk waarin Chopins hart wordt bewaard.

## Anton Rubinstein Concours 1895
Ergens in het begin van de jaren tachtig van de 20e eeuw, toen de belangstelling voor Melcers muziek in Polen een korte renaissance doormaakte, begonnen verschillende Poolse bronnen te beweren dat Melcer de derde prijs had gewonnen van het pianogedeelte van het Anton Rubinstein Concours in 1895. Dit verhaal vond zelfs zijn weg naar de New Grove Dictionary. We mogen niet vergeten dat deze wedstrijd, die van 1890 tot 1910 om de vijf jaar werd gehouden en alleen toegankelijk was voor mannen tussen de twintig en zesentwintig, een wedstrijd was voor zowel pianisten als componisten.
In 1895 werden slechts twee prijzen van elk 5.000 frank uitgereikt: een voor de beste componist en een voor de beste pianist. Soms werden wel eens diploma's en/of ‘speciale onderscheidingen aan bepaalde deelnemers uitgereikt, echter zonder geldprijs. De Franse en Poolse correspondenten van Le Monde en Echo Muzyczny maakten echter geen melding van deze speciale ‘derde prijs’ in hun verslaggeving over die wedstrijd. In een brief uit Berlijn, gedateerd 23 augustus 1895, schreef Melcer aan zijn vrouw dat hij op basis van zijn prestatie de vorige dag, geen prijs zou ontvangen. De pianist omschreef zijn spel als buitengewoon zenuwachtig door twee geheugenstoringen in de vereiste Beethovensonate.
De prijswinnaar van de drieëndertig geregistreerde deelnemers van dat jaar bleek Josef Lhévinne te zijn. Hij won de prijs aanvankelijk samen met de Franse pianist Victor Staub, een leerling van Louis Diémer, maar de jury drong aan op een andere stemming, waardoor Lhévinne met één stem won. Staub en de Russische pianist Konstantin Igumnov ontvingen speciale onderscheidingen. Melcer won noch een derde prijs, noch een diploma. Het is allemaal na te lezen in International Piano Competitions, Book 3, page 4 van Gustav A. Alink.

## Werken
Melcer was geen productieve componist. Zijn orkestwerken omvatten twee pianoconcerten, een programmatische symfonie in C-mineur getiteld Four Romantic Pictures in the Form of a Symphony die nooit is gepubliceerd en waarvan de partituur en partijen verloren zijn gegaan, en een reeks militaire marsen voor harmonie- en fanfareorkest. Zijn andere composities omvatten verschillende kamermuziekstukken, een aantal miniaturen voor solo piano, een paar liedcycli, een handvol koorwerken, een opera Maria (die de eerste prijs ter waarde van 5.000 roebel won op een concours in 1903 in Warschau), een onafgemaakte opera Protesilas i Laodamia, en zeven piano-arrangementen van kunstliederen van Stanislaw Moniuszko.
Als een van de beste pianisten van zijn tijd was Melcer verantwoordelijk voor het opleiden van een hele generatie Poolse musici. Vanwege zijn pedagogische werk wordt hij het best herinnerd in zijn geboorteland Polen, niet vanwege zijn werken want die worden tegenwoordig nog zelden uitgevoerd. In Warschau is de kamermuziekzaal van de Chopin Academy of Music genoemd naar de voormalige directeur.

## Pianoconcerten
Melcer schreef zijn Pianoconcert nr. 1 in e in Wenen tussen 1892 en 1894, terwijl hij les had van Leschetizky. Het is geschreven in de stijl van Liszt en Chopin en opgedragen ‘À Monsieur Louis Bösendorfer’.
Melcer maakte een verkorte versie van het concert onder de titel Conzertstück, dat hij met zijn Pianotrio in G-mineur en de eerste twee pianominiaturen van Trois Morceaux Caractéristiques aan het Tweede Anton Rubinstein Concours inzond. Tweeëntwintig van de zesentwintig juryleden stemden voor om Melcer de compositieprijs toe te kennen van het concours in 1895 in Berlijn. Tot de juryleden behoorden professor Johansen van het conservatorium van Sint-Petersburg (voorzitter), Salomon Jadassohn uit Leipzig, Charles-Marie Widor van het conservatorium van Parijs, Vasily Il'ich Safonov van het conservatorium van Moskou en Asger Hamerik, directeur van het Peabody Institute in Baltimore. Het concert werd diverse keren uitgevoerd tijdens het leven van Melcer o.a. door de pianisten Jerzy Lalewicz, Ignacy Friedman en Helena Ottawowa. In 1980 maakte de Duits-Amerikaanse pianist Michael Ponti de eerste commerciële opname van het stuk met het Nationaal Philharmonisch Orkest van Warschau onder leiding van Tadeusz Strugala.
Terwijl hij in Lvóv woonde, voltooide Melcer zijn Pianoconcert nr. 2 in C-mineur, waarmee hij de Paderewskiprijs won in de categorie “Concerto” van de Ignacy Jan Paderewski Wedstrijd in Leipzig in 1898. Deze wedstrijd was alleen voor Poolse componisten en Melcers Paderewskiprijs moet niet worden verward met de gelijknamige prijs die ook door Paderewski aan het einde van de 19e eeuw in de Verenigde Staten voor Amerikaanse componisten werd ingesteld. Melcer ontving de prijs samen met Emil Mlynarski, die zijn Vioolconcert in D-mineur, op. 11 instuurde. Ze deelden de prijs van 500 roebel. Hun collega, Zygmunt Stojowski, ontving de Paderewskiprijs voor beste symfonie en ontving een geldbedrag van 1000 roebel.
De jury stond onder voorzitterschap van dirigent Artur Nikish en bestond verder uit de componist en dirigent Carl Reinecke, de cellist Julius Klengel en de muziekcriticus F.R. Pfau.
Het pianoconcert werd uitgegeven in 1913. De première was vijftien jaar eerder in augustus 1898. De eerste commerciële opname werd gemaakt door pianiste Teresa Rutkowska in 1980, met het Nationaal Filharmonisch Orkest van Warschau onder leiding van Józef Wilkomirski. Beide pianoconcerten zijn technisch gezien erg moeilijk en eisen veel van het uithoudingsvermogen van de pianist, vooral in het tweede concert waar de pianist bijna continu speelt.
In de biografie over haar vader citeert Wanda Melcer een recensie die verscheen in de Kurier Poranny na een optreden in Warschau van het tweede concert op 30 oktober 1912. De criticus Roman Jasiński schreef: Je moet je afvragen waarom het Concerto in C-mineur geen vaste plek krijgt op het repertoire [in Polen]. Het zit vol met uitdrukkingsvolle typisch Poolse thema’s, die zo prachtig en breed uitgewerkt zijn dat ze ons in vervoering brengen.